# 佐藤重遠

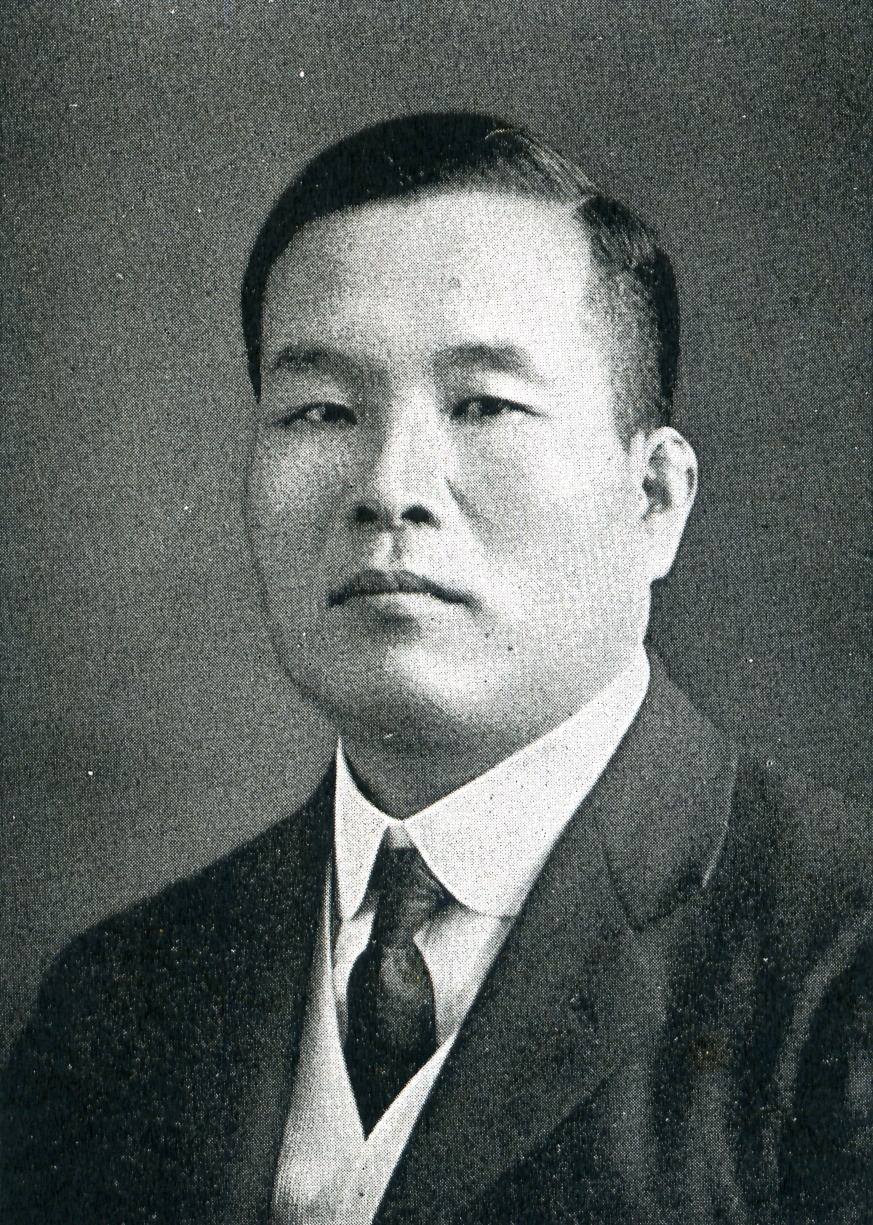
佐藤重遠の肖像写真

佐藤 重遠（さとう じゅうえん、1887年12月17日 - 1964年1月5日）は、日本の政治家、教育者、事業家。衆議院議員（4期）。研心学園（現・目白研心中学校・高等学校）設立。政治家として、また教育者として近代日本における私学教育の振興に大きく寄与。

## 略歴
父・米四郎、母・カクの長男として宮崎県東臼杵郡南方村（現・延岡市中三輪町）で生まれ、傳次郎と名付けられる。父は渡し守を生業としており、赤貧の中で苦学をして延岡中学校から一高、東京帝大と進学した。1910年に家督を相続し、重遠と改名。妻は内務大臣などを歴任した床次竹二郎の二女・フユ。
- 1907年4月 旧制宮崎県立延岡中学校卒業[4]。
- 1910年7月 旧制第一高等学校卒業[4]。
- 1914年7月 東京帝国大学法科大学卒業。三菱合資会社入社（1921年まで）[4]。
- 1922年6月21日 市来乙彦大蔵大臣[注釈 1]の秘書官となる[5]。
- 1923年4月 研心学園を設立[4]。
- 1923年9月6日 病気を理由に[6][注釈 2]秘書官を依願退職[7]。駿豆鉄道株式会社社長[4]。このころより中央生命保険株式会社の経営陣に加わる。
- 1924年5月10日 宮崎県第3区より衆議院議員に初当選。
- 1926年2月 中央生命の専務取締役となる[8]。
- 1927年6月 中央生命の背任事件で取り調べを受ける[9]。
- 1929年 財団法人目白学園を設立し目白商業学校を開設（1944年目白女子商業学校に転換）[10]。
- 1930年2月20日 衆議院議員再選（2期）。
- 1932年2月20日 衆議院議員再選（3期）。
- 1932年12月19日 中央生命の背任事件で懲役2年の判決[11]。
- 1934年4月17日 議員辞職[12][13]。
- 1937年8月20日 衆議院議員選挙違反事件で禁錮4月の判決[14]。
- 1940年 延岡実践女学校を設立（1945年焼失）[15]。
- 1947年 目白学園中学校を開設。
- 1948年 目白学園高等学校を開設。
- 1949年 衆議院議員再選（4期）。
- 1959年 目白学園幼稚園を開設。
- 1963年 目白学園短期大学を開設。
- 1964年 永眠。享年76。

## 栄典
- 藍綬褒章（1963年）
- 正五位勲三等瑞宝章（1964年、特旨）